# برلمان كازاخستان
برلمان كازاخستان (بالإنجليزية: Parliament of Kazakhstan)‏ هو الهيئة التشريعية في كازاخستان، يتكون من المجلس الأعلى مجلس الشيوخ
الذي يضم 47 مقعداً، والمجلس الأدنى المجلس الذي يضم 107 مقعداً.

## التاريخ
أصبح البرلمان الكازاخستاني بديلاً للهيئة التمثيلية ذات المجلس الواحد — المجلس الأعلى، الذي تم تشكيله لأول مرة في عام 1938 بناءً على دستور جمهورية كازاخستان السوفيتية لعام 1937، ومن ثم تشكّل بناءً على دستور جمهورية كازاخستان السوفيتية لعام 1978 ودستور جمهورية كازاخستان لعام 1993. وخلال فترة وجوده، تم انتخاب المجلس الأعلى ثلاث عشرة مرة.
في أوائل التسعينيات، بدأت الخلافات بين رئيس كازاخستان، نور سلطان نزارباييف، ونواب المجلس الأعلى. في ذلك الوقت، لم يكن معظم النواب يعملون بشكل دائم في المجلس الأعلى، بل كانوا يجمعون بين مهامهم البرلمانية ووظائفهم الأساسية. أما الرئيس، فقد كان يدعو إلى الحاجة إلى وجود برلمان احترافي. وغالباً ما كان نواب المجلس الأعلى في الدورة الثانية عشرة يتخذون قرارات غير مدعومة بتمويل مالي، ويحددون مدفوعات لا توجد أموال لها في الميزانية، مما أدى إلى تراكم ديون كبيرة في المدفوعات الاجتماعية. ووفقاً لما ذكره أول رئيس لكازاخستان في كتابه "حياتي. من التبعية إلى الحرية".
القوانين غير المفعلة تضر بصورة الدولة. عند جدران البرلمان، كان الناس يتجمعون بين الحين والآخر في مظاهرات احتجاجية، وأعلن بعضهم الإضراب عن الطعام عدة مرات. وكان النواب يخرجون لمقابلتهم ويرفعون أيديهم قائلين: "ما هي مطالبكم منا؟ نحن أصدرنا القانون الذي ينص على ذلك بوضوح، طالبوا الحكومة بتنفيذه". بعد إبداء آرائهم، كانوا يعودون إلى مكاتبهم. في ذلك الوقت، تم تبني قوانين مثل التقاعد في سن 45 لعمال الحلب وسائقي الجرارات. بالطبع، عملهم شاق ومشرف، ولكن إذا واصلنا هكذا، فأين نجد الأموال لتغطية معاشاتهم التقاعدية؟... طالما أن الاقتصاد غير متطور بالشكل الكافي والخزينة فارغة ولا توجد إمكانية لدفع المعاشات والرواتب، فإن مثل هذه القوانين تضر أكثر مما تنفع. لاحقاً، اقتنع النواب أنفسهم بأن هذا الكرم على حساب الدولة غير مناسب في الوقت الحالي، وتم حذف هذه البنود غير العقلانية من القوانين المعنية.
إحدى المهام الرئيسية للمجلس الأعلى في الدورة الثانية عشرة كانت إقرار أول دستور لكازاخستان المستقلة. في أروقة البرلمان، دارت مناقشات حادة، ولم تُقبل فكرة الرئيس الأول حول إنشاء برلمان من غرفتين، ولا المادة التي تتناول حل البرلمان. في 28 يناير 1993، اعتمد المجلس الأعلى دستور كازاخستان الذي نص على برلمان بغرفة واحدة. وكان رئيس المجلس الأعلى في هذه الدورة سيريكبولسين عبديلدين، الذي قرر اتباع سياسة مستقلة عن الرئيس. لكن، وعلى عكس روسيا المجاورة، حيث تحول النزاع الدستوري إلى مواجهات دموية، انتهى الأمر في كازاخستان بحل البرلمان ذاتيًا.
أعلن الرئيس أن البرلمان يعيق مسار الإصلاحات، وأشار بعض النواب إلى ضرورة حل جميع المجالس. وفي 16 نوفمبر 1993، أصدر مجلس نواب منطقة ألتاو بمدينة ألما-آتا بيانًا موجهاً إلى نواب جميع المستويات، ووصف فيه المجالس بأنها "مرادف للنظام السابق":
المجالس ظلت إلى حد كبير مرادفًا للنظام السابق والأيديولوجيا القديمة. إذ أصبحت القوانين التي تنظم عمل النظام التمثيلي قديمة بشكل لا رجعة فيه، وتضاءل اهتمام النواب بعملهم، مما زاد من ابتعاد المجالس عن الحياة الواقعية. يتضح أكثر فأكثر عدم قدرتها على تنفيذ إرادة الناخبين. وهذا ليس ذنب النواب، بل السبب يكمن في خلل جوهري في نموذج السلطة المطلقة للمجالس وعدم توافقها مع واقع اليوم.
بدأ نواب المجالس على جميع المستويات، بما في ذلك المجلس الأعلى، في التخلي عن صلاحياتهم. وفي أقل من شهر ونصف، حلت نظام المجالس نفسها تلقائيًا في الجمهورية، حيث تنازل أكثر من 25% من النواب عن صلاحياتهم. وفي ديسمبر 1993، اتخذ المجلس الأعلى قرارًا بحله وتفويض جميع صلاحياته للرئيس حتى إجراء انتخابات جديدة. في ذلك الوقت، كانت هناك انتقادات وجهت للرئيس، حيث اتهمه البعض بأنه وراء هذا القرار. على سبيل المثال، صرحت النائبة في المجلس الأعلى، لودميلا فيلاريتوفا، علنًا أن فكرة حل البرلمان جاءت من الرئيس، لكنها اعتذرت لاحقًا عن هذا التصريح. بينما أكد زامانبك نوركاديليف (وكان وقتها رئيس إدارة مدينة ألما-آتا) في أحد المقابلات أن فكرة الحل كانت من بنات أفكاره:
في ذلك الوقت، كانت زاغيبا بالييفا مسؤولة عن القسم القانوني في إدارة المدينة. طلبت منها إحضار جميع الوثائق القانونية المتعلقة بالمجلس الأعلى. وبين الأوراق، وجدت قانون المجالس المحلية. فتذكرت فوراً دستور الحزب الشيوعي السوفييتي، الذي نص على أن الأساس للحزب هو المنظمات الأولية. وبالمثل، اعتبرت أن الأساس للمجلس الأعلى يتمثل في الهيئات التمثيلية المحلية. لذلك بدأت بمجلس منطقة ألتاو في مدينة ألما-آتا. وفي اليوم التالي، "حلت نفسها" سبعة مجالس محلية أخرى ومجلس المدينة. ثم انتقلت هذه المبادرة إلى كاراغاندا، وبعدها انتشر هذا الإجراء في جميع أنحاء البلاد.
في 7 مارس 1994، أجريت انتخابات البرلمان الجديد، الذي ضم 177 نائباً محترفاً. حصلت اتحادات الشعب على أكبر عدد من الأصوات (32)، ثم المؤتمر الشعبي لكازاخستان (22)، والحزب الاشتراكي الكازاخستاني (12)، واتحاد النقابات (12). تولى الكاتب أبيش كيكيلباييف رئاسة المجلس الأعلى. كانت اجتماعات المجلس الأعلى في الدورة الثالثة عشرة مليئة بالصراعات، ونتيجة لذلك، لم يصدر البرلمان سوى 7 قوانين خلال عام واحد من العمل. ونشرت صحيفة "كازاخستانسكايا برافدا" مقالاً للصحفية تاتيانا كفياتكوفسكايا عن حدوث انتهاكات لقانون الانتخابات في دائرة أبلايخان الانتخابية بمدينة ألما-آتا. كانت كفياتكوفسكايا مرشحة في هذه الدائرة، لكنها لم تنجح في الفوز. تم النظر في الشكوى لفترة طويلة، وقرر في النهاية المحكمة الدستورية أن اللجنة الانتخابية المركزية انتهكت الدستور بتجاوز سلطاتها. ووفقاً لتعليق إضافي من المحكمة الدستورية، اعتُبر البرلمان غير متوافق مع الدستور. في 11 مارس 1995، وقع الرئيس نزارباييف مرسوماً بعنوان "حول الإجراءات المترتبة على قرار المحكمة الدستورية"، وبموجب هذا المرسوم تم الإعلان عن حل البرلمان.